# ワッパ (ガンダムシリーズ)
ワッパ (WAPPA) は、「ガンダムシリーズ」に登場する架空の兵器。初出は、1979年放送のテレビアニメ『機動戦士ガンダム』。
作中の敵勢力であるジオン公国軍が運用する、ホバークラフトのような一人乗りマシン。劇中では小型で小回りが利くことを活かして、主役モビルスーツ(MS、人型ロボットの一種)である地球連邦軍のガンダムとの戦闘中に集団で時限爆弾を取り付け、主人公のアムロ・レイが爆発の恐怖と戦いながら爆弾を除去するエピソードが描かれた。
『機動戦士ガンダム』の約70年後を描いた『機動戦士Vガンダム』では、ワッパの名は小型ホバークラフトの代名詞として浸透しており、軍用だけでなく一般的な移動・輸送手段としても普及している。

## デザイン
『機動戦士ガンダム』総監督の富野喜幸によるラフスケッチをもとに、大河原邦男がクリーンアップをおこなっているが、ラフの段階で基本デザインはほぼ完成している。ラフには「ジオンのパーソナル・ソーサー“ワッパ”」と記されている。

## 設定解説
一人乗り攻撃機、または機動浮遊機、パーソナル・ホバー・バイクとも呼ばれる。また、"WAPPA" は "Wheelless Aero Palletized Personal Actuator" の略であるとする説もある。
　
むき出しのコックピットの前後にローター（ファン）があり、ローター上面は半球状のカウルで覆われている。コックピット下部の周囲に油圧伸縮式の着陸脚を4本持つ。武装はシートからブームで前面に懸架された機関銃1基。非常に小型であり、狭い場所でも自由に移動できる。
操縦は1本のレバー（先端にスイッチあり）と2つのフット・ペダルによっておこなう（さらにオートバイのように搭乗者の体重移動も利用するともいわれる）が、機体制御はほとんど自動化されている。このためオートバイ程度の扱いで操縦が可能とされ、初めてでも数時間の訓練で乗りこなすことができる。前後のローターは電動モーター（初期には小型のジェット・エンジンなどが用いられたといわれる）により独立して駆動、個別に制御することにより移動する。このモーターはサイズに比して出力が高いため、短時間であれば数十メートルの高度まで上昇が可能である。またモーター駆動のため静粛性にも優れるとも言われる。コックピット下部の底面に4つのバッテリー・ケースを装着する。
塗装は、偵察部隊編成当初はコバルト・グレーを基調とし、さらにファンやインテークがイエローの時期もあるが、のちにライト・ブラウンやライト・グリーンを基調とした低視認塗装が施されている。
ジオン公国軍の地球侵攻作戦の際、占領地域の拡大による兵員不足を解消するため、本機と少数のザクIIによる機動偵察部隊を編成し、少人数による効率的な哨戒が行われている。さらに第908偵察中隊が連邦軍のMS、ガンダムに対して行った戦術（後述）を軍上層部が有効と判断、ただちに本機を用いた対MS肉薄攻撃部隊が編成され、オデッサ防衛の際にまだ運用に慣れていない連邦軍MSを苦しめる。
定員は1名だが、最大4名までの搭乗が可能で、特別なプラットフォームを装着することで物資の運搬も可能。あらゆる環境に対応可能なように、熱帯地用や寒冷地用などのオプション・パーツも開発されている。
一年戦争後、連邦軍に接収されたワッパは各種地上部隊などで使用されるほか、民間にも放出されてモーター・スポーツにも用いられ多くの愛好者を生んでいる。各企業も同種の機体を開発・販売し、以降「ワッパ」という名称はホバー・バイクの代名詞となっている（ただし一年戦争以前から一般に用いられているとする資料もある）。

### 設定の変遷
『機動戦士ガンダム』の本放送（1979-1980年）以降に発行された書籍・ムックには、劇中で確認できる以上の設定はほとんど掲載されていない。
2006年にメカニックデザイン企画『U.C.HARD GRAPH』のプラモデル第1弾「ジオン公国軍 機動偵察セット」の一部としてキット化された際に現行兵器を意識したデザインのリファインがなされ、詳細な設定が追加された。前述の設定の大半（外観に関する部分と脚注のある箇所以外）がこのときに創作されたものである。なおリファイン版は外観に若干の相違が認められるものの、外伝作品も含めこれらと『機動戦士ガンダム』登場版との区別は基本的にされていない。

## 劇中での活躍
『機動戦士ガンダム』第14話に登場。第4地上機動師団第908偵察中隊第2小隊隊長のクワラン曹長によって、同部隊による連邦軍MS（ガンダム）破壊作戦が立案され、上官の黙認をとりつけて実行される。ギャル軍曹の操縦するザクIIと、クワラン率いるワッパの部隊でガンダムを森林地帯におびき出し、物陰に隠れていたソル伍長率いる別のワッパ隊がガンダムの背後から接近し、ガンダムのバックパック左側のビーム・サーベル基部（ソルによる）、左大腿部、顔面、左腰部ヘリウム・コア、股間部メイン・ベンチレーター（ガンダム本体に取り付いたクワランによる）、シールド上部、バックパック上面、左前腕部×2（除去シーンのみ）の9か所に磁力吸着式のプラスチック爆弾を設置する（ただし、のちのクワランの発言では爆弾の数は6個）。その後、爆弾を爆発させるために機関銃でガンダムを攻撃、シールド上部を爆発・破損させるが、ガンダムがシールドを振り回すことによる風圧で近づけずに撤退する。爆弾は時限式でもあり、設置に難航した場合を考慮して30分後に爆発するようセットされているが、その間にアムロ・レイの手によってすべて除去されてしまい、作戦は失敗に終わる。爆弾は6輪バギーによって1キロメートル先に運ばれるが、その爆発は巨大なキノコ雲を発生させるほどの威力をもつ。なお、この作戦で本機は10機の出撃が確認できるが、実行時はそれ以上の参加が認められ、正確な機数は不明。ガンダムの攻撃により数機が損害を受けるが、こちらも詳細不明。また、正規兵でないアムロは搭乗者がむき出しである本機に対しての攻撃を躊躇しており、これが爆弾の設置を許す一因となっている。
劇場版では上記エピソードがカットされたため登場しない。なお、ランバ・ラル隊が本機を運用していたとする資料もあるが、テレビ版・劇場版のいずれも映像では確認できない。
OVA『MS IGLOO2 重力戦線』第1話では、第1次地球降下作戦に数機が参加している。第3話ではオデッサ防衛戦で爆煙に巻かれ溝にはまった陸戦型ジムに時限爆弾を設置し、損害を与える。なお、爆弾の形状は『機動戦士ガンダム』のものと同様だが、こちらの威力はかなり弱い。
『ART OF GUNDAM STANDBY OK』他掲載の漫画「MOBILE SUIT VOR!」では、パイロットとガンナーの2名が搭乗する複座型が登場。ジオン軍のアフリカ戦線からの撤退を援護するため、トレーラー部に破壊されたザクIIの上半身を固定したサムソンとともに、数機で連邦軍のジム部隊と夜戦を行う。ガンナーがバズーカや対MS地雷を携行して肉薄攻撃を行い、戦力差を覆し敵部隊を全滅させる。
漫画『バニシングマシン』では、着陸脚を寒冷地用のスノーボードに換装したタイプが登場、氷山地帯でローグ隊が数機を運用している。連邦軍との夜戦の際には、本機の乗員が敵MSにライフルで夜光のペイント弾を打ち込む「マーキング」を行い、味方の戦闘車両が照準を合わせやすくする戦法を採る。なお、同作品の別のストーリーでは通常のタイプ（U.C.HARD GPARH版）も登場するが、いずれも機関銃はマガジンがテレビ版に近い円盤状のものになっている（7.7ミリ装備銃とされる）。
漫画『機動戦士ガンダム オレら連邦愚連隊』では、北米で公国軍のマナラシア・アージャ少佐が「偽ガルマ・ザビ」ことタラ・I・キケロを確保する際に使用する。
漫画『MS BOYS』では、コーカサス山脈にある村に潜伏し、ジオン地球攻撃軍第22MS特務遊撃隊と共闘するゲリラの一員であるサランが操縦する。後部の小型の荷台をシート代わりにして2人乗りも行う。
漫画『機動戦士ガンダム ギレン暗殺計画』では、宇宙世紀0079年12月31日にサイド3コロニー「ズム・シティ」で蜂起した首都防衛大隊の、戦況を偵察する小隊が運用する。
漫画『MSV-R ジョニー・ライデンの帰還』では、宇宙世紀0090年に連邦軍基地を襲撃する野盗が、MSとともに最低4機を運用している。前後のカウルに小型のロケット弾ポッドらしきものを装着している機体もあり、上記と同様に二人乗りを行う機体は、ロケット・ランチャーにより守備隊のジム改にダメージを与える。
漫画『アッガイ北米横断2250マイル』では、北米で民間人のダンサー、ジェニファーが街で拾った非武装の機体を移動に使用する。
漫画『U.C.HARD GRAPH 鉄の駻馬』ではクワランを主人公として、『機動戦士ガンダム』第14話に至るまでの第908偵察部隊の活躍が描かれている。宇宙世紀0079年3月18日の第3次地球降下作戦で地球に降下するが、当初からクワランの乗機はワッパである。また、同第14話の戦術はザクIIとの模擬戦の際にクワランが発案し、その場で実行される。なお、クワランらは最後にオデッサに転属となる。
漫画『THE MSV ザ・モビルスーツバリエーション』では、着陸脚を着水可能なフロートに換装したタイプが登場。連邦軍ジャブロー基地の入口捜索の任に就く第24連隊のシーランスに2週間分の水、食料および燃料を補給するが、連邦軍のホバークラフトに発見され撃墜される。
漫画『機動戦士ガンダム アグレッサー』では、元ジオン軍兵士で構成された連邦軍中隊「アグレッサー」の一人がジオン兵に偽装し、基地周辺で交戦した敵工作部隊のグフを追尾する際に使用、移動拠点を突き止める。また同隊のレッドライダー専属のメカニックであるエルザも戦場での移動用に使用する。
漫画『機動戦士ガンダム サンダーボルト』では、一年戦争後にジオン残党軍が南洋同盟のサイコ・ザク製造工場（結果的にはMS整備工場）を襲撃する際に、アッガイや陸戦隊とともに少なくとも8機が参加しており、うち1機がザニーの平手打ちにより撃破されている。同作品に登場するメカニックの中では珍しく、U.C.HARD GRAPH版からアレンジが加えられていない。
漫画『機動戦士ガンダム0083 REBELLION』では、地球に降下しようとするコロニー「アイランド・イーズ」に取り付いた連邦軍のサラミス改級巡洋艦から「似我蜂（ワスプ）」と呼ばれる鹵獲改良機が4機出撃する。原型機のファンの位置からスラスターの光と、カウルにインテークが確認でき、機関銃の代わりにロケット・ランチャーを搭載する。ジオン軍残党がコロニー内に投入したヒルドルブ改と交戦し、無限軌道を破壊し足止めを図るが、ヒルドルブは足付きのMS形態に変形できるよう改良されており、劣勢に回る。
漫画『機動戦士ガンダム ヴァルプルギスEVE』では、0089年にネオ・ジオン軍残党の強硬派が、グラナダで穏健派のセラーナ・カーンを襲撃する際に2機を運用する。機関銃用のブームはなく、後部にシートが追加され2人乗りになっている。目撃したマシロ・オークスは「エアバイク」と呼んでいる。1機はマシロに奪われ、セラーナを乗せて逃走するが、アナハイム・エレクトロニクス社のMS用トレーラーと衝突して行動不能となる。もう1機は、無人で起動した積荷のオーヴェロンのハッチ越しのパンチをくらい爆発する。

## ワッパ（Vガンダム）
宇宙世紀0153年を描いた『機動戦士Vガンダム』では、ワッパはホバー・バイクだけでなく、地球でエレカ（電気自動車）に代わる移動手段として普及している小型のホバークラフトの代名詞となっている。ただし、軍用以外のスペース・コロニー内での使用は、粉塵対策のため一部レジャー区画や作業区画を除いて禁止されている。
おもに地球の各種民間組織をはじめとして、自然の回復状態を調査する森林監視団などの間ではなくてはならない存在となっている。また、走破性を利用したクロスカントリーや、そのほかのモータースポーツの競技用としての定着も進み、ホビーとしてのさまざまな可能性をユーザーに提供している。各種バッテリーの高性能化が進み、リニア・パルス・モーターを円周部に埋め込んだコアレス・モーターが主流となり、ローターの高速回転や安定性と併せて低騒音化も実現している。また、ハイパワー化の促進により初期のものでは不可能だった軽貨物タイプも登場している。
用途によってローターの数は1-4基とさまざまである。以下、名称は一部を除き『コミックボンボン6月号緊急増刊 機動戦士Vガンダム特集号』による。
ウッソのワッパ (ÜSO'S WAPPA)
『Vガンダム』主人公のウッソ・エヴィンが、カサレリアで使用しているハンドメイドモデル。小型発動機に付いているようなスターターを引いて起動させるが、動力は不明。構造はジオン軍のワッパに近い。
カミオン搭載のワッパ
ウッソのワッパと構造はほぼ同じであるが、細部は異なる。
スタンド式ワッパ (STAND UP TYPE)
ローターが1基で、そこからスクーターのようなハンドルが伸びており、直立姿勢で操縦する。カサレリアでシャクティ・カリンが使用するほか、最終話でカテジナ・ルースがウーイッグへ帰郷する際にも使用する。
ミニ・ワッパ・トラック (MINI WAPPA TRUCK)
ローター3基の小型のワッパ・トラック。第12話でバルセロナの漁師ロブ・オレスケスが使用する機体は着陸脚がスキッドになっているなど細部が異なる。名称は『アニメミニアルバム 機動戦士Vガンダム』による。
レジスタンスのワッパ (RESISTANCE'S WAPPA)
ミニ・ワッパ・トラックの荷台に手製の14連装有線ミサイル・ランチャーを装備している。ラゲーンのリガ・ミリティア秘密工場のスタッフが使用する。
ワッパ・ディテクター (WAPPA DITECTER)
軍用で、ローターは3基。標準的なワッパに簡易な改造を施したものとされるが、前後対称になっており、各方向に1つずつコックピットと機関銃があり二人乗り。アメリア・コロニーでザンスカール帝国の首都防衛部隊が使用する。名称は『アニメミニアルバム 機動戦士Vガンダム』による。
ワッパ・トラック (WAPPA TRUCK)
後部に輸送用の荷台を持ち、輸送力を上げるためローターは4基。カミオンに搭載されている。